# زبان‌های اقیانوسیه‌ای
زبان‌های اقیانوسیه‌ای خانواده‌ای از زبان‌های آسترونزیایی است. این خانواده شامل ۴۵۰ زبان است. سخنگویان این زبان اکثراً در ملانزی٬ پلی‌نزی و میکرونزی ساکن هستند. 